# Tomislav Durbešić
Tomislav Durbešić (Niš, 11. srpnja 1928. – Pariz, 14. kolovoza 2001.), hrvatski književnik, redatelj i profesor na Akademiji dramske umjetnosti u Zagrebu.

## Životopis
Studirao je slavistiku i germanistiku na Filozofskom fakultetu i režiju na Akademiji dramske umjetnosti u Zagrebu. 
U kazalištu debitira režijom Takva ljubav (Takove laske) P. Kohouta 1958. g. u kazalištu Gavella. Od tada do svoje smrti, režirao je oko 150 predstava u Zagrebu, Dubrovniku, Sarajevu, 
Zenici, Banjoj Luci, Prištini, Splitu, Rijeci, Zadru, Osijeku, Beogradu, na Dubrovačkim ljetnim igrama i Splitskome ljetu. Od 1965. do 1966. angažiran je u zagrebačkom Hrvatskom narodnom kazalištu, a 1954. osniva Mali dramski studio. 
Osnivač je i Večernje scene u Kazalištu Trešnja i Scene P.S. u Hrvatskom narodnom kazalištu. Jedan je od utemeljitelja Teatra ITD, gdje je i režirao. 
Bavio se je i pedagoškim radom na Akademiji dramske umjetnosti u Zagrebu, od 1972. je viši predavač, a od 1985. postaje redovni profesor na Odsjeku za glumu i režiju.

### Književni rad
Autor je više zbirki poezije; (P.S. 1975.),  Pjesme u prkos (1997.), Kome? (1987.), Pješak na autostradi (1988.), Dosta! (1999. ),
eseja; Fate largo (1973.), Kazivanje avangardnog konzervativca (1989.), (Eto tako (1990. ), Izabrana djela 1/2 ( 2001.),
drama; Va banque ili Raspućin i ostali (1975.), San revolucionarne noći (Rondo) (1999.)

## Nagrade
- Vladimir Nazor, za životno djelo(Kazalište)- 1995.